# حكمت (صحيفة فارسية)
حكمت (الفارسية: حكمت) كانت أول صحيفة باللغة الفارسية تُنشر في مصر، وأول مجلة فارسية نُشرت في دولة عربية. أسسها وأدارها المغترب الإيراني محمد مهدي التبريزي (توفي عام 1914)، وهو طبيب من حيث المهنة، ونُشرت من 20 أيلول 1892 حتى 30 أيار 1911 م. نشرت مجلة حكمت الأخبار بشكل أساسي، ولكنها نشرت أيضًا مجموعة متنوعة من المقالات حول القضايا السياسية والاجتماعية. وعلى الرغم من نشرها في دولة عربية، إلا أنه تجنب استخدام المصطلحات العربية والأشكال العربية للكلمات غير العربية في محتواه، على عكس الصحف الفارسية في إيران.
كانت صحيفة حكمت معروفة بدعمها لإدخال العلم الحديث إلى إيران والعالم الإسلامي، وكانت مدافعة عن الإسلام الشيعي وتحاول نشر المعرفة المذهبية السنية والشيعية، وكان نثره من بين "أفضل ما كتب في عصره". ومع ذلك، فقد كان ينتقد النشاط التبشيري المسيحي وكذلك التدخل الروسي والبريطاني والعثماني في السياسة الإيرانية، ولم يكن كذلك من محبي التدخل البريطاني في مصر، ساعدت صحيفة حكمت في تمهيد الطريق للثورة الدستورية الإيرانية (1905-1911)، وخلال العصر الدستوري، دعمَت الدستوريين دون قيد أو شرط ودافع بشدة عن الصحافة في إيران.

## التوزيع والشكل
في السنوات الثماني الأولى من تداولها، كانت تصدر أسبوعيًّا. وقد تقلّص هذا العدد لاحقًا إلى ثلاثة إصدارات شهريًا على مدى السنوات الخمس التالية. وفي السنوات الست الأخيرة، نُشرَت كل أسبوعين.
وقد تلقى التبريزي بعض الدعم من القنصل الإيراني في القاهرة، ولكنه عمل بمفرده على الصحيفة. وقد أدى هذا إلى عدة انقطاعات، كان أحدها في الفترة من 1898 إلى 1902 بسبب المرض، ولكن في وقت لاحق أيضًا بسبب أسفاره وتغيير دار الطباعة [الإنجليزية]. ابتداءً من عام 1895 م، وُزعَت الصحيفة من خلال مطبعة يملكها التبريزي نفسه.
كان العدد الأول من مجلة حكمت يتكون من أربع صفحات، ولكن جميع الأعداد اللاحقة، على مدى السنوات السبع التالية، كانت مكونة من ثماني صفحات وكان حجمها 47 × 34 سم مع "ثلاثة أعمدة من النص". في السنة الثامنة من النشر، تغير حجمها إلى 19×27.5 سم، وزاد عدد صفحاتها من ثماني صفحات إلى ست عشرة. انخفض عدد أعمدة النص إلى عمودين، لكنهم بدؤوا يتضمنون "رسومًا توضيحية عرضية". في السنة الثالثة عشرة من النشر، أطلقت الصحيفة على نفسها لقب المجلة. ومن بين الصحف المختلفة الصادرة باللغة الفارسية في مصر، تميزت صحيفة حكمت بإيلاء اهتمام خاص لـ"التطورات الثقافية" في مصر. في السنوات الثلاث الأولى من النشر، تضمنت بعض إصدارات مجلة حكمت أيضًا الشعر العربي المعاصر، بالإضافة إلى الترجمات الفارسية لأعمال الكتاب المصريين، وذلك لنشر المعرفة العربية في إيران، حيث كانت مصر برأيه دُرة الثقافة العربية آنذاك. كما كانت المجلة تنشر نظرة إيجابية كبيرة عن العرب للقُراء.

## الاشتراك
بلغت تكاليف الاشتراك في إيران خمسة وعشرين قرانًا سنويًّا، في السنوات الثلاث الأولى من النشر. وفي السنة الرابعة زاد العدد إلى أربعين قرانًا. في مرحلة ما، خلال السنوات الأولى من النشر، ارتفع السعر إلى خمسين دولارًا، ولكن خُفض بسرعة نسبيًا بسبب عدم رضا المشتركين. خارج إيران، كانت تكاليف الاشتراك عشرة روبلات سنويًا في روسيا، وعشرين فرنكًا في الإمبراطورية العثمانية، وعشر روبيات في الهند البريطانية، وخمسة وعشرين فرنكًا "في أماكن أخرى". وفي السنوات الأخيرة من النشر، بلغت قيمة الاشتراك في مجلة حكمت جنيهًا إسترلينيًا واحدًا في مصر وأوروبا والولايات المتحدة والصين، بينما أصبحت في الهند البريطانية خمسة عشر روبية. لم تكن مجلة حكمت "تبيع نسخًا فردية" وكانت تنشر "عددًا قليلًا جدًا من الإعلانات".
على الرغم من قلة المعلومات المتاحة فيما يتعلق بطبعتها، فإن وجود الصحيفة في عدد كبير من المكتبات الخاصة يُظهر أن حكمت كانت تُقرأ على نطاق واسع. خارج إيران، يتم الاحتفاظ بالمجموعات غير المكتملة في مكتبات جامعة كامبريدج وجامعة برينستون.

## الملاحظات
1. ↑  التبريزي كان أيضًا كاتبًا وشاعرًا.[1]